# Nesidioblastoza
Nesidioblastoza (łac. nesidioblastosis) – termin medyczny używany dawniej na określenie przetrwałej hipoglikemii hiperinsulinemicznej związanej z zaburzeniem czynności komórek β wysp trzustki. Na obraz histologiczny nesidioblastozy składają się hiperplazja komórek β i dysplazja wysp trzustkowych. Użycie terminu niesidioblastoza jest obecnie kontrowersyjne, używa się go niekiedy na określenie nabytego hiperinsulinizmu z hiperplazją komórek β u dorosłych, zwłaszcza po zabiegach na układzie pokarmowym.